# العلاقات البيلاروسية العراقية
العلاقات البيلاروسية العراقية هي العلاقات الثنائية بين جمهورية روسيا البيضاء وجمهورية العراق. لا تمتلك روسيا البيضاء سفارة لها بغداد، ولكن لها قنصلية في أربيل. ويمتلك العراق سفارة له في مينسك. وكلا البلدين أعضاء في حركة عدم الانحياز.

## العراق في عهد صدام وروسيا البيضاء
إن الكسندر لوكاشينكو رئيس روسيا البيضاء، كان واحدا من أقوى أنصار صدام حسين. هناك اتهامات إن روسيا البيضاء والعراق كانوا يعملون في التعاون العسكري. بعد حرب العراق, تم إغلاق السفارة العراقية في مينسك.

## العلاقات بعد عام 2003
تم إستئناف العلاقات بين الحكومة العراقية وروسيا البيضاء عام 2010، وفي أكتوبر 2013، قام وزيرة التجارة العراقي بزيارة إلى مينسك، حيث تحدث مع فالنتين ريباكوف، وكيل وزارة الشؤون الخارجية في روسيا البيضاء. وناقشا سبل زيادة التجارة والاستثمار للشركات البيلاروسية في العراق، فضلاً عن تحسين علاقاتهما الثنائية بشكل عام. في أواخر أغسطس 2014، قام وزير الخارجية البيلاروسية، فلاديمير مكاي، بزيارة رسمية إلى العراق. حيث إلتقى مع مسؤولين عراقيين كبار وناقش توسيع العلاقات الاقتصادية بين البلدين، وتعزيز التجارة والاستثمار. في أبريل 2015، عُقد اجتماع في مينسك بين الرئيس لوكاشينكو وإبراهيم الجعفري، وزير خارجية العراق. حيث ناقشا توسيع العلاقات التجارية والاقتصادية، والتعاون العسكري. كما إن العراق قام بعقد عدة صفقات لشراء طائرات من روسيا البيضاء.
في 20 كانون الثاني 2017، أعلنت الخطوط الجوية العراقية عن افتتاح خط جوي من مطاري بغداد والبصرة إلى مينسك، بمعدل رحلة إسبوعياً من مطار بغداد ومن مطار البصرة.